# Exin Aviation Operations
Exin Aviation Company of Exin Air is een Poolse luchtvrachtmaatschappij met thuisbasis in Lublin.

## Geschiedenis
Exin Aviation Company werd opgericht in 1991.

## Vloot
De vloot van Exin Aviation Company bestaat uit: (1 september 2011)
- 4 Antonov AN-26B